# لو (گروه موسیقی)
لو (انگلیسی: Low) گروه موسیقی ایندی راک آمریکایی است که سال ۱۹۹۳ در دلوث، مینه‌سوتا شکل گرفت.
سبک گروه لو با تمپوی کند، تنظیمهای مینیمالیستی و همچنین خوانندگی دونفرهٔ هماهنگ و متمایز آلن اسپارهاوک (گیتارنواز) و میمی پارکر (درامر) شناخته می‌شود.